# Lotniskowce eskortowe typu Casablanca
Lotniskowce eskortowe typu Casablanca – typ amerykańskich lotniskowców eskortowych z okresu II wojny światowej, będący najliczniejszym typem lotniskowców, jaki kiedykolwiek zbudowano. Pomiędzy 3 listopada 1942 a 8 lipca 1944 roku zbudowano i wprowadzono do służby 50 jednostek tego typu, co stanowiło niemal jedną trzecią spośród 151 lotniskowców zbudowanych w Stanach Zjednoczonych podczas wojny. Pomimo ich dużej liczby oraz faktu, że wiele większych i słynniejszych lotniskowców służy obecnie jako obiekty muzealne, żaden z lotniskowców typu Casablanca nie przetrwał do dziś. Pięć z nich w czasie działań wojennych zostało zatopionych, a pozostałe zostały zezłomowane.

## Historia powstania

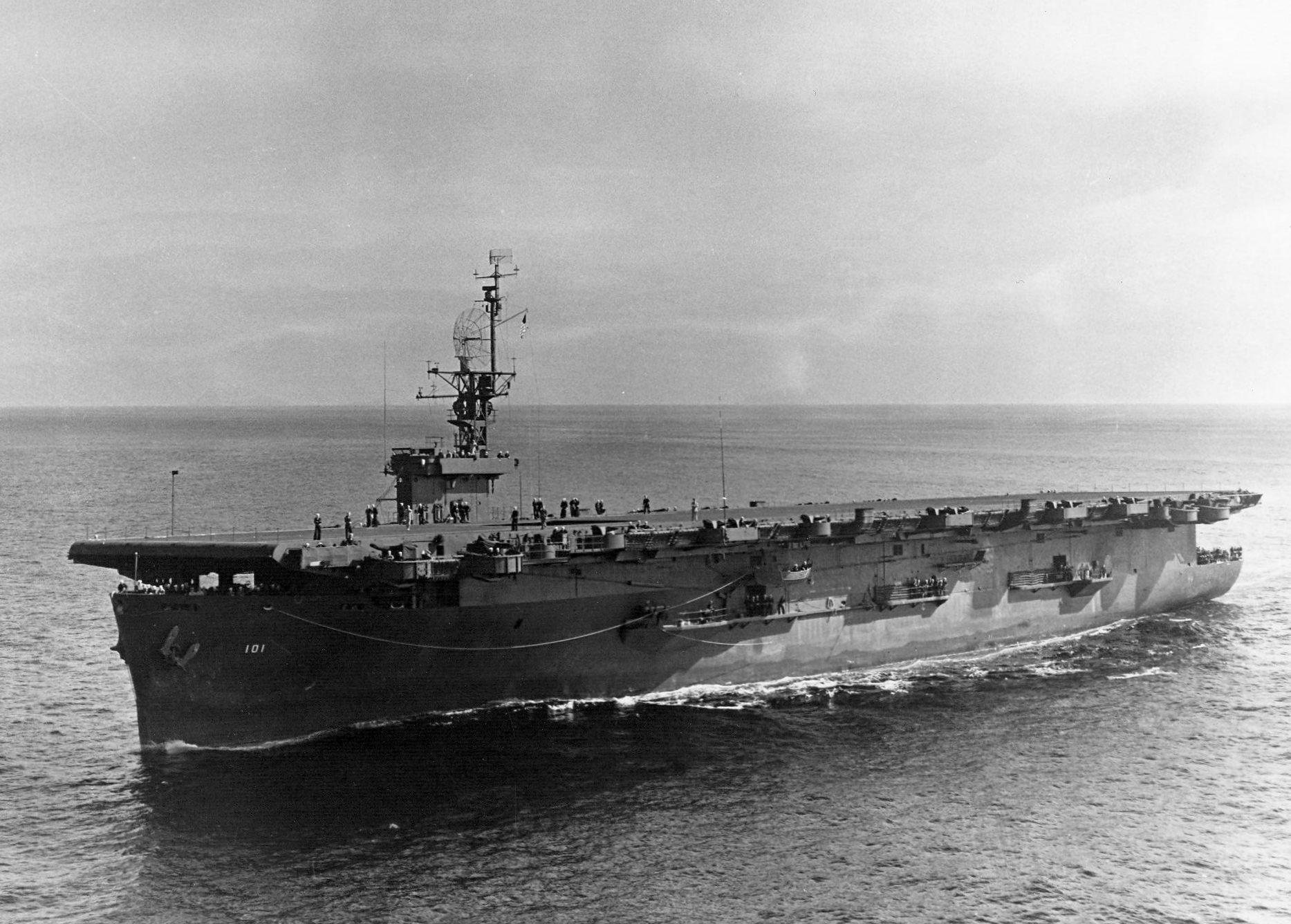
Lotniskowiec USS "Matanikau" w lipcu 1944 roku

Masowa produkcja statków towarowych podjęta w amerykańskich stoczniach umożliwiła aliantom przetrwanie najtrudniejszego okresu w bitwie o Atlantyk oraz utrzymanie stałych dostaw zaopatrzenia dla Wielkiej Brytanii i wojsk alianckich walczących na wszystkich frontach. Jednym z autorów sukcesu amerykańskich stoczni był właściciel zakładów Kaiser Shipbuilding Company w Vancouver w stanie Waszyngton. Dzięki zorganizowanej przez Kaisera masowej produkcji cykl budowy najprostszego frachtowca skrócono do dwóch tygodni. Na początku 1942 roku Kaiser zaproponował uruchomienie masowej produkcji lotniskowców eskortowych z możliwością budowania 100 takich jednostek rocznie. Propozycja została przyjęta, choć w nieco skromniejszych rozmiarach. Prezydent Franklin Delano Roosevelt zatwierdził budowę w stoczniach Kaisera 50 lotniskowców eskortowych, z których część miał otrzymać brytyjski sojusznik, jednak później wycofano się z tego zamiaru i wszystkie jednostki otrzymała flota amerykańska.

## Opis konstrukcji
Ogólne założenia konstrukcyjne serii lotniskowców eskortowych określanych jako typ Casablanca były wzorowane na wcześniejszym typie Bogue. Główna różnica polegała na tym, że wykorzystano konstrukcję kadłuba szybkich frachtowców typu S4-S2 BB-3, które były napędzane dwoma śrubami zapewniającymi większą prędkość. Okręty typu Casablanca budowano od początku jako lotniskowce, bez przeprowadzania adaptacji już istniejących frachtowców. Mimo sporego doświadczania stoczni cykl produkcyjny pierwszych dziesięciu okrętów serii trwał od 241 do 287 dni. Przy ostatnich jednostkach udało się go skrócić do 101-112 dni. Okręty były nieco mniejsze niż typ Bogue. Pokład lotniczy miał długość 144,4 m i szerokość 24,4 m. Hangar pod pokładem liczył 78 m długości, 17,1 m szerokości i 5,3 m wysokości. Mieściło się w nim 27 samolotów. W przedniej części pokładu zamontowano katapultę H-II i podnośnik o wymiarach 12,6 × 10,1 m i udźwigu 6300 kg (identycznie jak w typie Bogue). Tylny podnośnik był nieco większy i miał wymiary 12,7 × 11,5 m. Zastosowano także liny hamujące Mk-4/5A oraz zwiększono zapas paliwa lotniczego z 340 650 do 378 500 l. Dzięki zastosowaniu bardzo wydajnych maszyn parowych udało się osiągnąć prędkość niewiele gorszą niż przy zastosowaniu turbin. Na próbach pierwszy okręt z serii, USS "Casablanca", zdołał nawet uzyskać prędkość 20,75 węzła. Uzbrojenie obronne składało się z działa 127 mm na rufie i działek 40 i 20 mm ustawionych wzdłuż kadłuba. Początkowo były to cztery podwójne działka 40 mm i 12 pojedynczych 20 mm. Później liczbę podwójnych działek 40 mm zwiększono do 8, a działek 20 mm do 20. Wszystkie okręty były wyposażone w stacje radarowe. Zbudowano 50 jednostek, o numerach taktycznych od CVE-55 do CVE-104. Wszystkie okręty rozpoczęły służbę między lipcem 1943 a lipcem 1944 roku.

## Przebieg służby
W wyniku działań wojennych utracono pięć jednostek z serii lotniskowców eskortowych typu Casablanca. Pozostałe okręty po II wojnie światowej przeniesiono do rezerwy. Część z nich służyła podczas wojny koreańskiej jako transportowce samolotów.

### Okręty utracone podczas wojny
- USS "Liscome Bay" (CVE-56)

Storpedowany 24 listopada 1943 przez okręt podwodny I-175 w pobliżu atolu Makin.
- USS "Gambier Bay" (CVE-73)

Zatopiony 25 października 1944 przez japońskie okręty podczas bitwy w zatoce Leyte.
- USS "St. Lo" (CVE-63)

Zatopiony 25 października 1944 podczas ataku lotniczego kamikaze podczas bitwy w zatoce Leyte.
- USS "Ommaney Bay" (CVE-79)

Zatopiony 4 stycznia 1945 podczas ataku lotniczego kamikaze na Morzu Sulu.
- USS "Bismarck Sea" (CVE-95)

Zatopiony 21 lutego 1945 podczas ataku lotniczego kamikaze w pobliżu Iwo Jimy.

## Lista jednostek
| Jednostki typu Casablanca | Jednostki typu Casablanca |
| --- | --- |
| Według hull number - (CVE-55) "Casablanca" - (CVE-56) "Liscome Bay" - (CVE-57) "Coral Sea/Anzio" - (CVE-58) "Corregidor" - (CVE-59) "Mission Bay" - (CVE-60) "Guadalcanal" - (CVE-61) "Manila Bay" - (CVE-62) "Natoma Bay" - (CVE-63) "Midway/St. Lo" - (CVE-64) "Tripoli" - (CVE-65) "Wake Island" - (CVE-66) "White Plains" - (CVE-67) "Solomons" - (CVE-68) "Kalinin Bay" - (CVE-69) "Kasaan Bay" - (CVE-70) "Fanshaw Bay" - (CVE-71) "Kitkun Bay" - (CVE-72) "Tulagi" - (CVE-73) "Gambier Bay" - (CVE-74) "Nehenta Bay" - (CVE-75) "Hoggatt Bay" - (CVE-76) "Kadasahan Bay" - (CVE-77) "Marcus Island" - (CVE-78) "Savo Island" - (CVE-79) "Ommaney Bay" - (CVE-80) "Petrof Bay" - (CVE-81) "Rudyerd Bay" - (CVE-82) "Saginaw Bay" - (CVE-83) "Sargent Bay" - (CVE-84) "Shamrock Bay" - (CVE-85) "Shipley Bay" - (CVE-86) "Sitkoh Bay" - (CVE-87) "Steamer Bay" - (CVE-88) "Cape Esperance" - (CVE-89) "Takanis Bay" - (CVE-90) "Thetis Bay" - (CVE-91) "Makassar Strait" - (CVE-92) "Windham Bay" - (CVE-93) "Makin Island" - (CVE-94) "Lunga Point" - (CVE-95) "Bismarck Sea" - (CVE-96) "Salamaua" - (CVE-97) "Hollandia" - (CVE-98) "Kwajalein" - (CVE-99) "Admiralty Islands" - (CVE-100) "Bougainville" - (CVE-101) "Matanikau" - (CVE-102) "Attu" - (CVE-103) "Roi" - (CVE-104) "Munda" | Według nazwy - „Admiralty Islands” (CVE-99) - „Attu” (CVE-102) - „Bismarck Sea” (CVE-95) - „Bougainville” (CVE-100) - „Cape Esperance” (CVE-88) - „Casablanca” (CVE-55) - "Coral Sea"/"Anzio" (CVE-57) - „Corregidor” (CVE-58) - „Fanshaw Bay” (CVE-70) - „Gambier Bay” (CVE-73) - „Guadalcanal” (CVE-60) - „Hoggatt Bay” (CVE-75) - „Hollandia” (CVE-97) - „Kadashan Bay” (CVE-76) - „Kalinin Bay” (CVE-68) - „Kasaan Bay” (CVE-69) - „Kitkun Bay” (CVE-71) - „Kwajalein” (CVE-98) - „Liscome Bay” (CVE-56) - „Lunga Point” (CVE-94) - „Makassar Strait” (CVE-91) - „Makin Island” (CVE-93) - „Manila Bay” (CVE-61) - „Marcus Island” (CVE-77) - „Matanikau” (CVE-101) - „Mission Bay” (CVE-59) - „Munda” (CVE-104) - „Natoma Bay” (CVE-62) - „Nehenta Bay” (CVE-74) - „Ommaney Bay” (CVE-79) - „Petrof Bay” (CVE-80) - „Roi” (CVE-103) - „Rudyerd Bay” (CVE-81) - „Saginaw Bay” (CVE-82) - "Midway"/"St. Lo" (CVE-63) - „Salamaua” (CVE-96) - „Sargent Bay” (CVE-83) - „Savo Island” (CVE-78) - „Shamrock Bay” (CVE-84) - „Shipley Bay” (CVE-85) - „Sitkoh Bay” (CVE-86) - „Solomons” (CVE-67) - „Steamer Bay” (CVE-87) - „Takanis Bay” (CVE-89) - „Thetis Bay” (CVE-90) - „Tripoli” (CVE-64) - „Tulagi” (CVE-72) - „Wake Island” (CVE-65) - „White Plains” (CVE-66) - „Windham Bay” (CVE-92) |